# Piers Corbyn
Piers Richard Corbyn (Chippenham, 10 marzo 1947) è un meteorologo britannico; fratello di Jeremy Corbyn, è noto nel Regno Unito soprattutto per essere un fermo oppositore sulla teoria dei cambiamenti climatici.

## Biografia
Fratello maggiore del leader laburista Jeremy Corbyn, nasce a Chippenham, nel Wiltshire, il 10 marzo 1947.
Inizia a interessarsi di meteorologia sin da bambino.
A 18 anni inizia a frequentare l'Imperial College London conseguendo la laurea in fisica nel 1968. A 20 anni viene pubblicato per la prima volta un suo articolo su Weather, rivista della Royal Meteorological Society.
Nel 1979 ottiene un master in astrofisica al Queen Mary College.

## Posizione scettica sui cambiamenti climatici
Piers Corbyn sostiene che gli esseri umani non abbiano alcun ruolo nel cambiamento climatico e anzi che la teoria dei cambiamenti climatici sia strumentalizzata per mantenere alti i prezzi del petrolio. Nel 1995 lancia WeatherAction, società che si occupa di previsioni meteorologiche alternative.